# Adam Philippe, Comte de Custine
Adam Philippe, Comte de Custine, francoski general, *     4. februar, 1740, Metz, Francija,  † 28. avgust, 1793, Pariz, Francija.